# خیابان دهم
خیابان دهم (به انگلیسی: Tenth Avenue) همچنین شناخته‌شده با نام خیابان آمستردام (به انگلیسی: Amsterdam Avenue)، خیابانی در بخش منهتن شهر نیویورک است. این خیابان که در غرب منهتن قرار دارد، یک گذرگاه شمال-جنوب در این بخش محسوب می‌شود. مرکز هنرهای نمایشی لینکلن، بخشی از های لاین، دانشگاه کلمبیا، کالج شهری نیویورک، کلیسای جامع سنت جان و بخشی از بازار چلسی در این خیابان قرار دارند.